# IDLH

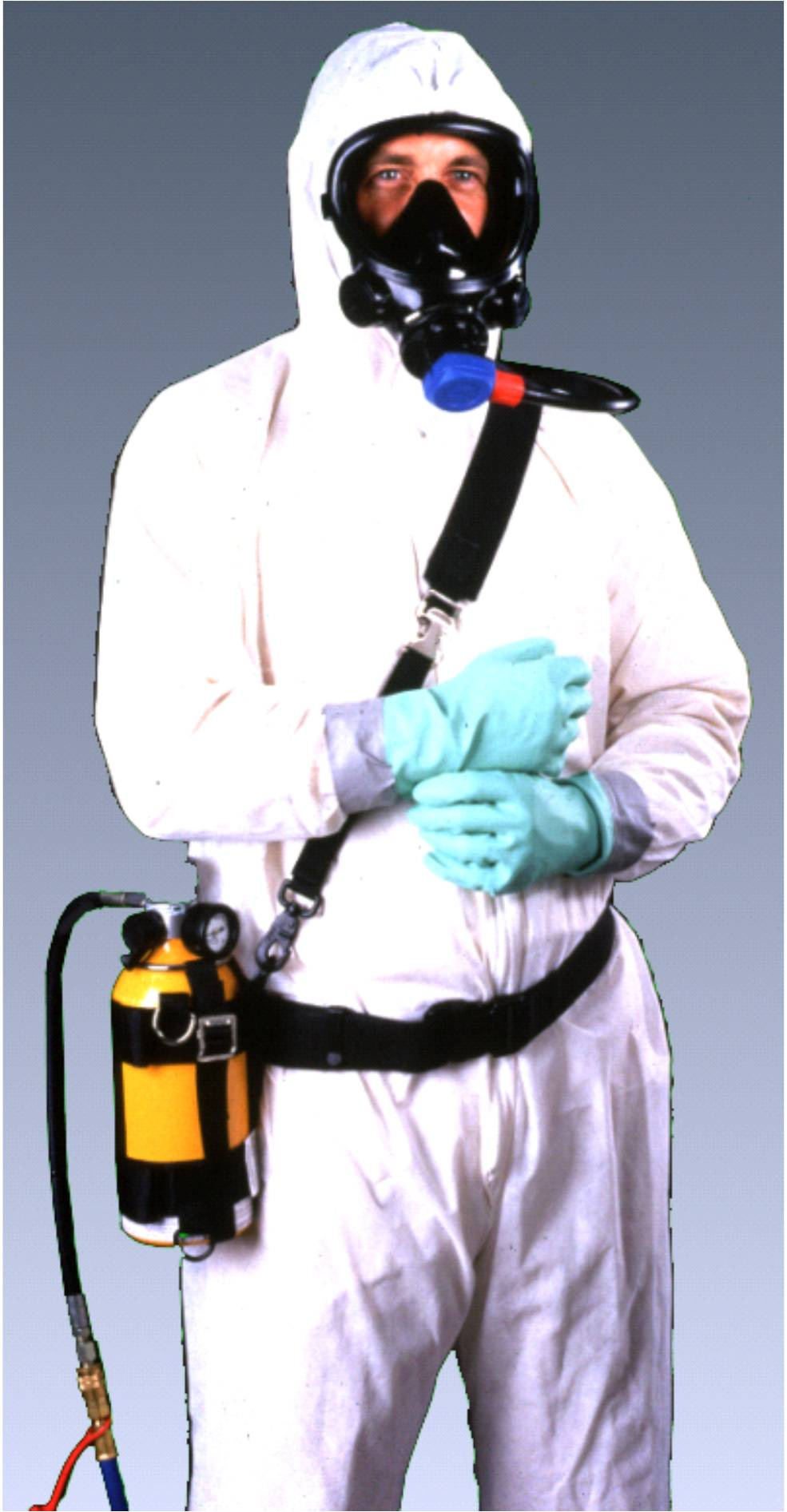
Dispositivi di protezione individuale per condizioni IDLH.

IDLH (dall'inglese Immediately Dangerous to Life and Health), è definito dal NIOSH come la condizione associata ad una minaccia di esposizione a contaminanti presenti nell'aria quando tale esposizione può causare la morte o effetti nocivi permanenti immediati o ritardati sulla salute o impedire la fuga dall'ambiente dove è presente tale condizione. Tale definizione di IDLH, sviluppata dal NIOSH nel 2004, è stata modificata nel corso degli anni per meglio adattarsi al suo scopo e all'eventuale mancanza di dati disponibili per la misurazione di tale indice.
L'IDLH è stato anche definito come la massima concentrazione di sostanza tossica a cui può essere esposta per 30 minuti una persona in buona salute, senza subire effetti irreversibili sulla propria salute o senza che gli effetti dell'esposizione non impediscano la fuga. Il limite temporale di 30 minuti non va inteso come un tempo massimo entro il quale il lavoratore può rimanere nell'ambiente: in caso di guasto o rottura dei dispositivi di protezione dalla condizione IDLH, il lavoratore deve infatti abbandonare l'ambiente immediatamente.

## Storia
L'indice tossicologico IDLH è stato sviluppato negli anni '70 da OSHA (Occupational Safety and Health Administration) e NIOSH (National Institute for Occupational Safety and Health), nell'ambito dello Standard Completion Program (SCP), come criterio di selezione dei respiratori. Originariamente, sono stati misurati 387 valori dell'IDLH.